# Liste der Kardinalskreierungen Gelasius’ II.
Papst Gelasius II. hat im Verlauf seines Pontifikates (1118–1119) in einem Konsistorium die Kreierung von nur einen Kardinal vorgenommen.

## Konsistorium am 9. März 1118
- Pietro Ruffo,[2] Neffe Paschalis II. – Kardinaldiakon von S. Adriano,[3] dann (9. März 1123) Kardinalpriester von SS. Martino e Silvestro, † nach 5. Dezember 1131